# Боровое (Рокитновский район)
Борово́е (укр. Борове) — село, центр Боровского сельского совета Рокитновского района Ровненской области Украины.
Население по переписи 2001 года составляло 1822 человека. Почтовый индекс — 34263. Телефонный код — 3635. Код КОАТУУ — 5625081701.

## Местный совет
34263, Ровненская обл., Рокитновский р-н, с. Боровое.